# 앨리슨 골드프랩
앨리슨 골드프랩(Alison Goldfrapp, 1966년 5월 13일 ~ )은 잉글랜드의 싱어송라이터, 음악 프로듀서이다. 일렉트로니카 음악 듀오 골드프랩의 리드 보컬이다.